# Dizionario di erudizione storico-ecclesiastica
El Dizionario di erudizione storico-ecclesiastico (Dizionario di erudizione storico-ecclesiastica da San Pietro sino ai nostri giorni)  es una obra enciclopédica y biográfica sobre la historia de la Iglesia Católica escrita a mediados del siglo XIX por Cayetano Moroni.

## Historia

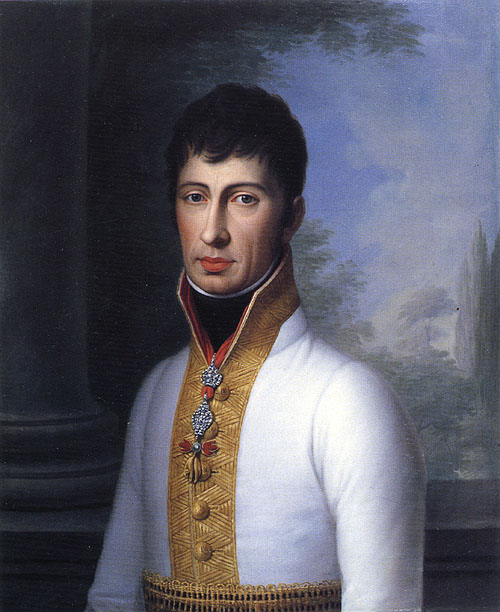
Retrato de Francisco IV de Módena, dedicatario de la obra.

El diccionario fue comenzado por Moroni, hombre de confianza del pontífice Gregorio XVI. El proyecto inicial, que preveía únicamente 12 volúmenes, fue comenzado en 1840. La obra fue dedicada a Francisco IV de Módena por la editorial, la Tipografía Emiliana.
En 1861 se publicó el último volumen.
Entre 1878 y 1879 se publicó un índice general de 6 volúmenes, en el que se actualizaban algunos artículos.

## Descripción
El diccionario se compone de 103 volúmenes, en los que los artículos se ordenan alfabéticamente.
Además cuenta con seis tomos en los que se contiene un índice general de los artículos y materias contenidos en los 103 volúmenes iniciales.
El contenido comprende desde artículos referidos únicamente a cuestiones eclesiásticas hasta cuestiones relacionadas con la historia y organización de los estados de la Italia preunitaria, pasando por biografías de personajes eclesiásticos e históricos, estos últimos relacionados con la Iglesia católica.